# 1772
1772 (MDCCLXXII) var ett skottår som började en onsdag i den gregorianska kalendern och ett skottår som började en söndag i den julianska kalendern.

## Händelser

### Januari
- 17 januari – Den dansk-norske kungen Kristian VII:s tyske livläkare Johann Friedrich Struensee, som i praktiken har makten i Danmark sedan en statskupp 1770, blir fängslad och avsatt i en kupp, ledd av kronprins Fredriks kabinettssekreterare Ove Guldberg. Även den danska drottningen Caroline Mathilde, som är Struensees älskarinna, och hans nära vän, adelsmannen Enevold Brandt, blir fängslade, sedan den psykiskt sjuke och viljelöse kungen har tvingats skriva under en order om att de ska fängslas. Drottningen förs till Kronborgs slott, där hon erkänner att Struensee har varit hennes älskare. När han erkänner, att de har haft ett förhållande skyller han på "naturliga krafter" och "svag motståndskraft" och hävdar också, att hon inte har varit mer än "en leksak" ("et stykke lejetøj") för honom. Eftersom kungen själv är psykiskt sjuk tar Guldberg över regeringsmakten från Struensee och kommer under de följande tolv åren (till 1784) ha lika stor makt som denne har haft, trots att han inte förrän under sistnämnda år officiellt blir Danmarks statsminister.
- Januari – Hattpartiet förlorar sitt franska ekonomiska underhåll.

### April
- 6 april – I en kommissionsdom upplöses Kristian VII:s och Caroline Mathildes äktenskap. Hon får behålla titeln "Drottning", men inte tillägget "av Danmark och Norge". Hon blir också landsförvisad från Danmark.
- 9 april – Joachim von Düben blir ny kanslipresident, varvid mössorna tar över makten i Sverige.
- 25 april – Struensee och Brandt döms båda för majestätsbrott till döden. Kommissionen, som dömer dem, leds av Ove Guldberg, som var ledare för statskuppen, som avsatte Struensee i januari. Guldberg försöker förgäves få till stånd att Brandt ska benådas till livet.
- 27 april – Kristian VII undertecknar Struensees och Brandts dödsdomar, som verkställs dagen därpå.

### Maj
- 28 maj – Kanalen Staffordshire and Worcestershire Canal i England öppnas för trafik från en korsning med kanalen Trent and Mersey Canal till floden Severn vid Stourport. Bakom konstruktionen ligger James Brindley.[1]
- 29 maj
  - Gustav III kröns tillsammans med sin hustru Sofia Magdalena av Danmark.
  - I samband med kröningen instiftar kung Gustav Vasaorden.
- 30 maj – Den avsatta danska drottningen Caroline Mathilde förs efter ett smärtsamt avsked från sina barn Fredrik och Lovisa Augusta, som hon aldrig kommer att återse, ombord på ett engelskt krigsfartyg, för att som landsflyktig först föras till Hannover. Fram till sin död 1775 kommer hon att leva på slottet i Celle.

### Juni
- 9 juni – Johan Christopher Toll avreser från Stockholm till Skåne för att förbereda en statskupp mot det rådande svenska statsskicket.

### Juli
- Juli – Jakob Magnus Sprengtporten reser till Finland för att börja upproret mot statsskicket där. Han tar Sveaborg i besittning.

### Augusti
- 5 augusti – Första styckningen av Polen-Litauen genomförs.
- 12 augusti – Upproret bryter ut i Skåne.
- 16 augusti – Upproret bryter ut i Finland.

Gustav III:s statskupp.

- 19 augusti – Eftersom upproren börjat något för tidigt tvingas Gustav III själv genomföra statsvälvningen i Stockholm.[2]
- 21 augusti – Kungen samlar riksdagen i rikssalen, med kungavänliga trupper uppställda utanför. Kungen läser upp 1772 års regeringsform, som antas av riksdagen utan diskussion. Kungen får den styrande makten, och utser rådet, som skall ge honom råd i olika frågor och inte delta i beslut. Lagstiftningsmakten delas mellan kungen och riksdagen, medan riksdagen ensam får beskattningsmakten. Kungen kan inte börja anfallskrig utan riksdagens samtycke, men riksdagen sammankallas endast när kungen vill det. Den nya författningen innebär att 1720 års grundlag och 1766 års tryckfrihetsförordning upphävs.
- 22 augusti – Kanslipresidenten Joachim von Düben den yngre avgår.
- 23 augusti – Ulrik Scheffer blir ny kanslipresident.
- 27 augusti – Gustav III beslutar att tortyren ska avskaffas ur svenska fängelser.

### September
- 1 september – Kung Gustavs bror Karl blir hertig av Södermanland.
- 5 september – Härnösand blir biskopssäte.
- 11 september – Den svenska brännvinsbränningen förbjuds på grund av missväxt.

### November
- 4 november – I en ny helgdagsreduktion minskas det svenska antalet arbetsfria helgdagar per år (förutom söndagarna) från 32 till 10. Till skillnad från 1571 års helgdagsreduktion är syftet nu uttalat att minska antalet arbetsfria dagar.
- 9 november – Kungligt privilegium utfärdas för ett svenskt Generalassistentkontor (statlig pantbank) i Stockholm.

### Okänt datum
- Henrik af Trolle efterträder Augustin Ehrensvärd som befälhavare för den svenska skärgårdsflottan. af Trolle utarbetar tillsammans med skeppsbyggmästare Fredric Henric af Chapman en plan för hur flottan ska förbättras. Han kartlägger också de finska farvattnen.
- Den svenska vitterhetsakademien återupptar sin verksamhet.

## Födda

### Första kvartalet

#### Januari
- 4 januari – Anton Friedrich Justus Thibaut, tysk rättslärd. (död 1840)
- 20 januari – Angélique Brûlon, fransk löjtnant, första kvinnan som mottog Hederslegionen. (död 1859)

#### Februari
- 6 februari
  - Carl von Kügelgen, tysk målare. (död 1832)
  - Gerhard von Kügelgen, tysk målare. (död 1820)
- 7 februari – Miguel de Álava, spansk militär och politiker. (död 1843)

#### Mars
- 17 mars – Charles Leclerc, fransk adjutant, arbetade åt Napoleon I. (död 1802)

### Andra kvartalet

#### April
- 7 april – Charles Fourier, fransk filosof och nationalekonom. (död 1837)
- 19 april – David Ricardo, brittisk nationalekonom. (död 1823)
- 25 april – James Burrill, amerikansk federalistisk politiker och jurist, senator 1817–1820. (död 1820)

#### Maj
- 2 maj – Novalis, pseudonym för Friedrich Leopold, romantisk tysk poet och novellist. (död 1801)
- 11 maj – Adélaïde Victoire Hall, fransk-svensk målare. (död 1844)
- 18 maj – Carl von Brühl, tysk greve, militär och ämbetsman. (död 1837)

#### Juni
- 10 juni – David L. Morril, amerikansk politiker, senator 1817–1823, guvernör i New Hampshire 1824–1827. (död 1849)

### Tredje kvartalet

#### Juli
- 2 juli – Giovanni Battista Ambrosiani, italiensk dansare. (död 1832)
- 29 juli – Domenico Viviani, italiensk naturforskare. (död 1840)

#### Augusti
- 25 augusti – Gustaf von Knorring, svensk militär och konstnär. (död 1823)

#### September
- 29 september – Gustaf Klingspor, svensk greve och militär. (död 1840)

### Fjärde kvartalet

#### Oktober
- 6 oktober – Anna Maria Rüttimann-Meyer von Schauensee, schweizisk salongsvärd. (död 1856)
- 20 oktober – Johann Heinrich Ferdinand von Autenrieth, tysk läkare. (död 1835)
- 21 oktober – Samuel Taylor Coleridge, brittisk författare. (död 1834)
- 23 oktober – Francesco Inghirami, italiensk arkeolog. (död 1846)

#### November
- 3 november – Carl Axel Löwenhielm, svensk greve, diplomat, militär och politiker. (död 1861)
- 8 november – William Wirt, amerikansk politiker. (död 1834)
- 22 november – Lars Hjortsberg, svensk skådespelare. (död 1843)

#### December
- 15 december – Jan Krukowiecki, polsk greve och militär. (död 1850)
- 16 december – William H. Cabell, amerikansk politiker, guvernör i Virginia 1805–1808. (död 1853)
- 24 december – Joseph Woelfl, österrikisk pianist och kompositör. (död 1812)

## Avlidna

### Första kvartalet

#### Januari
- 14 januari – Maria av Storbritannien, 48, lantgrevinna av Hessen-Kassel.

#### Februari
- 10 februari – Louis Tocqué, 75, fransk målare.
- 11 februari – Olof Lindbom, 52, svensk präst.
- 18 februari – Johann Hartwig Ernst von Bernstorff, 59, dansk politiker.

#### Mars
- 29 mars – Emanuel Swedenborg, 84, svensk naturvetenskapsman, bibeltolkare och teosof.

### Andra kvartalet

#### April
- 28 april
  - Johann Friedrich Struensee, 34, tysk-dansk läkare och politiker, avrättad.
  - Enevold Brandt, 33, dansk adelsman, avrättad.

#### Maj
- 1 maj – Gottfried Achenwall, 52, tysk statistiker.

#### Juni
- 10 juni – Bernt Wallenstierna, 64, svensk militär.
- 12 juni – Marc-Joseph Marion du Fresne, 48, fransk upptäcktsresande.
- 15 juni – Louis-Claude Daquin, 77, fransk kompositör.
- 27 juni – Jenny Cameron, skotsk hjältinna.

### Tredje kvartalet

#### Juli
- 19 juli – Anders Nordencrantz, 75, svensk nationalekonom.
- 24 juli – Axel Löwen, 85, svensk greve och militär.

#### Augusti
- 31 augusti – Marie-Suzanne Giroust, 38, fransk konstnär.

#### September
- 12 september – Samuel Olof Tilas, 28, svensk friherre, poet och kommissionssekreterare i Konstantinopel.
- 30 september – Johann Benjamin Michaelis, 25, tysk poet.

### Fjärde kvartalet

#### Oktober
- 4 oktober – Augustin Ehrensvärd, 62, svensk greve, fältmarskalk och konstnär samt skapare av den svenska skärgårdsflottan och fästningen Sveaborg.
- 27 oktober – Daniel Tilas, 60, svensk friherre, genealog och konstnär.
- 30 oktober – Karl Wilhelm Jerusalem, 25, tysk jurist.

#### November
- 7 november – Luis José Velázquez, 50, spansk litteraturhistoriker.
- 23 november – Hans Hummelhielm, 78, svensk ämbetsman.

#### December
- 28 december – Ernst Johann von Biron, 82, hertig av Kurland.

### Fotnoter
1. ↑  Hadfield, Charles (1969). The Canals of the West Midlands (2nd). Newton Abbot: David & Charles. sid. 50. ISBN 0-7153-4660-1
2. ↑  Det hände i dag